# Taps
Taps er en by i Sydjylland med 313 indbyggere  (2024), beliggende 5 km nord for Christiansfeld, 18 km øst for Vamdrup og 10 km syd for Kolding. Byen hører til Kolding Kommune og ligger i Region Syddanmark. 2 km syd for byen ligger den gamle grænsekro Frederikshøj Kro. Her steg Christian 10. på den hvide hest og red over grænsen til det genvundne Sønderjylland 10. juli 1920.

## Sogn og kirke
Taps ligger i Taps Sogn, som har hørt til hertugdømmet Slesvig og været en del af det historiske Sønderjylland, men det var et af de sogne, der ved fredsslutningen efter krigen i 1864 blev indlemmet i kongeriget Danmark i forbindelse med en ombytning med de kongerigske enklaver. Sognet undgik altså at komme under preussisk styre frem til genforeningen i 1920 og hører derfor ikke til Sønderjylland efter den nutidige definition. Taps Sogn hørte til Tyrstrup Herred, som blev delt mellem Danmark og Preussen. Den danske del af det kom til at hedde Nørre Tyrstrup Herred.
I byen ligger Taps Kirke.

## Faciliteter
Taps Børnehave har plads til 32 børn. I en del af den gamle skole er der hjemmeplejekontor. Resten af lokalerne bruges af lokale foreninger.

## Historie
På Tingskovhede syd for Taps lå det gamle Tyrstrup Herreds tinghus.
I 1800-tallet lå Taps Kirke ensomt, og i 1904 nævner Trap ikke nogen bydannelse omkring den, kun præstegården og skolen, som dog havde gymnastik- og foredragssal.

### Stationsbyen
Taps fik jernbanestation på Kolding Sydbaners linje Kolding-Vamdrup (1911-48). Taps Station fik en ekstra stor stationsbygning, så der også var et lokale til Toldvæsenet indtil genforeningen i 1920. Stationsbygningen er bevaret på Taps Stationsvej 13.
Banen tog en stor omvej for at komme til Taps, for det var oprindeligt meningen, at banen skulle have en lille sidebane fra Taps til Frederikshøj. Derfor fik stationen også det største spornet af alle landstationerne: de andre havde kombineret læsse- og vigespor uden perron, men Taps havde både et 100 m langt krydsningsspor med perron og et lige så langt læssespor, hvor der ved den vestlige ende var dyrefold med siderampe og vægt.
I 1920'erne genopstod tanken om at anlægge jernbane fra Taps mod syd. Den sønderjyske jernbanelov fra 1924 indeholdt en bane fra Taps over Christiansfeld og Fjelstrup til Haderslev, men den blev ikke til noget.
Taps blev i banens tid en driftig stationsby. I 1924 fandtes der andelsmejeriet Enigheden, to købmænd, barber, slagter, bager, træ- og galanterivareforretning, cykelforretning, murer, maler, smedje, hestehandler og telefoncentral med 55 abonnenter – der var samme antal abonnenter i 1942, men kun én købmand.